# Viidu
Viidu este o arie protejată (arie specială de conservare — SAC, sit de importanță comunitară — SCI) din Estonia întinsă pe o suprafață de 29,1 ha, integral pe uscat.

## Localizare
Centrul sitului Viidu este situat la coordonatele 58°16′59″N 22°08′51″E / 58.2831°N 22.1475°E.

## Înființare
Situl Viidu a fost declarat sit de importanță comunitară în aprilie 2004 pentru a proteja 1 specie de plante. Situl a fost protejat și ca arie specială de conservare în mai 2007.

## Biodiversitate
Situată în ecoregiunea boreală, aria protejată conține 1 habitat natural: Mlaștini alcaline.
La baza desemnării sitului se află o specie protejată de  plante: Rhinanthus osiliensis.